# Puntius sophore
Puntius sophore är en fiskart som först beskrevs av Hamilton 1822.  Puntius sophore ingår i släktet Puntius och familjen karpfiskar. IUCN kategoriserar arten globalt som livskraftig. Inga underarter finns listade i Catalogue of Life.